# Jensen Rampart
Das Jensen Rampart ist ein steiles und bis zu 1600 m hohes Felsenkliff im ostantarktischen Viktorialand. Die Formation ragt am südwestlichen Rand der Worcester Range in einer Entfernung von 10 km westlich des Mount Speyer oberhalb der Nordflanke des Mulock-Gletschers auf.
Das Advisory Committee on Antarctic Names benannte sie 2001 nach Kate Jensen, Leiterin einer Mannschaft der National Oceanic and Atmospheric Administration auf der Amundsen-Scott-Südpolstation, die dort auch für die Unternehmen Antarctic Support Associates und Raytheon Polar Services tätig war.